# Lakuntza
Lakuntza – gmina w Hiszpanii, w Nawarze, o powierzchni 11,12 km². W 2011 roku gmina liczyła 1252 mieszkańców.